# Samyang Optics

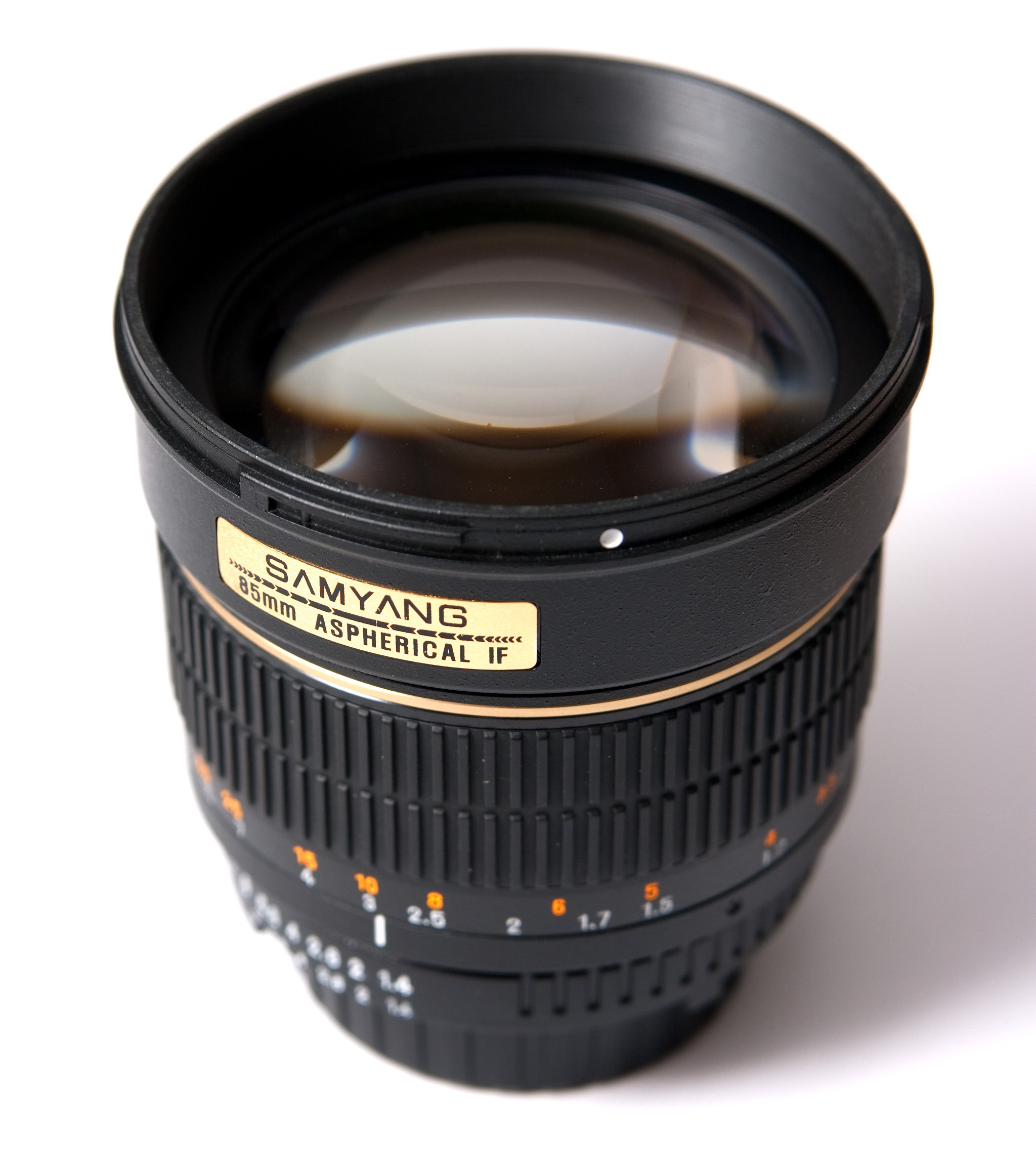
Samyang 85mm f/1.4 IF Aspherical

Samyang Optics Company Limited — південнокорейська компанія, заснована в 1972 році, знана як виробник фотооб'єктивів і фотоаксесуарів. Усі об'єктиви Samyang виробляються на фабриці компанії в райні Масан міста Чханвон на півдні Південної Кореї. В асортименті є зум-об'єктиви та об'єктиви з фіксованою фокусною відстанню. Змінна оптика виробляється під байонети компаній Samsung, Canon, Nikon, Pentax, Sony, Olympus, Panasonic тощо.
Об'єктиви Samyang, крім власної торгової марки, випускається під торговими марками Walimex, Vivitar, Prakticar, Rokinon, Bower і Pro-Optic.
У 2004 році компанія здійснила злиття з японським виробником пристроїв для відеоспостереження «Seikou».